# ایربریج‌کارگو
ایربریج‌کارگو (به انگلیسی: AirBridgeCargo) یک شرکت هواپیمایی با کد یاتا RU است که در ۲۰۰۳ میلادی تأسیس شده‌است. دفتر مرکزی ایربریج‌کارگو در مسکو، روسیه واقع شده‌است و به ۱۶ مقصد، پرواز انجام می‌دهد.